# 千田真司
千田 真司（せんだ しんじ、1984年4月9日 - ）は、愛知県出身の日本の舞台俳優。妻は元宝塚歌劇団月組トップスターで女優の瀬奈じゅん。

## 略歴
2008年に『さらば我が愛、覇王別姫』で初舞台。
2012年の年末に瀬奈じゅんと入籍。
2018年、前年から養育していた子供との特別養子縁組が認められたことが瀬奈じゅんの所属事務所の公式サイトで発表された。

## 主な出演

### 舞台
2008年
- 『さらば我が愛、覇王別姫』
- 『新・水滸伝』
- 『から騒ぎ』

2010年
- 瀬奈じゅんコンサート『A Live』 - バックダンサー
- 『エリザベート』 - トートダンサー
- オペラ『オルフェオとエウリディーチェ』

2011年
- 朗読劇『星の牧場』
- 『ニューヨークに行きたい!!』

2012年
- 『客家』

2013年
- 『ロックオペラ　モーツァルト』
- 『ダンスシンフォニー 2013』
- 『天翔ける風に』
- ミュージカル『コードギアス 反逆のルルーシュ A-LIVE FANTASTIC DREAM SHOW』
- 『ピグマリオン』

2014年
- ENTERMENT DANCE ART SHOW『BLUE WHITE』
- 『ちぬの誓い』
- 『オーシャンズ11』
- 『ONE-HEART MUSICAL FESTIVAL 2014夏』　＊予定
- 『Familia　-4月25日誕生の日』　＊予定